# You Think You’re a Man
«You Think You’re a Man» — песня американской дрэг-квин Дивайн. Была издана отдельным синглом в июле 1984 года компанией The Proto Record Company, с песней «Give It Up» на оборотной стороне.
В Великобритании сингл с песней «You Think You’re a Man» достиг 16 места (в национальном сингловом чарте).